# سو (طعام)

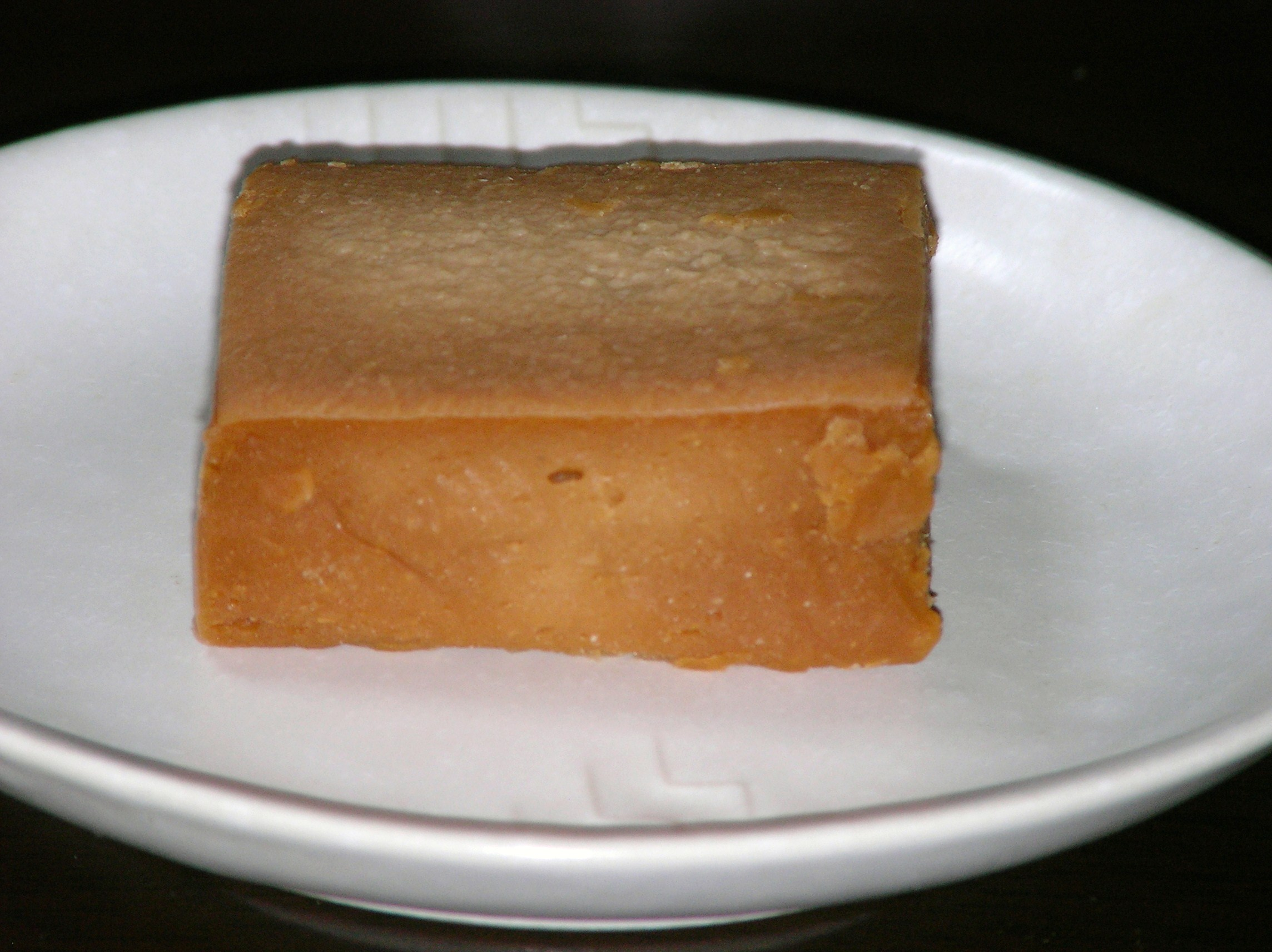
طبق من السو المعاد إنتاجه

السو (باليابانية: 蘇) مُنتج لبنيّ قريب من الجبنة. كان يصنع في اليابان بين القرنين السابع والعاشر الميلاديين. ثمة إشارة إلى كيفية إنتاج هذا الطعام في «إنغيشيكي»، حيث كان يقدم كهدية عينية للأباطرة.
أول سجل يشير للسو يعود لعهد الإمبراطور مومو (697-707م). ثم أصبح تينياكوريو أحد أعضاء وزارة الرعاية المنزلية الإمبراطورية مسؤولاً عن إنتاجها. استخدم السو كعلاج وكقربان للآلهة.
من المواقع المعروفة حالياً في إنتاج السو «أجيفو» في سيتسو في أوساكا. وتصنع بتصليب طبقات قشدة الحليب. طعم السو خفيف وشبيه بجبنة القريش.